# Bernadette Martin
Bernadette Martin po mężu kolejno Dargent, Louis, Klos (ur. 13 września 1951 w Grenoble) – francuska lekkoatletka, sprinterka i biegaczka średniodystansowa, wicemistrzyni Europy z 1969 i rekordzistka świata.
Specjalizowała się w biegu na 400 metrów. Zdobyła srebrny medal w sztafecie 4 × 400 metrów na mistrzostwach Europy w 1969 w Atenach. Sztafeta francuska w składzie: Martin, Nicole Duclos, Éliane Jacq i Colette Besson uzyskała wówczas taki sam czas, jak zwycięska sztafeta brytyjska – 3:30,8, który był nowym rekordem świata.
Na kolejnych mistrzostwach Europy w 1971 w Helsinkach Martin odpadła w eliminacjach biegu na 400 metrów, a sztafeta 4 × 400 metrów z jej udziałem nie ukończyła biegu finałowego.
Zdobyła brązowy medal w sztafecie 4 × 2 okrążenia (w składzie: Madeleine Thomas, Martin, Duclos, Besson) na halowych mistrzostwach Europy w 1972 w Grenoble, a w biegu na 400 metrów odpadła w półfinale.
Zajęła 4. miejsce w sztafecie 4 × 400 metrów (w składzie: Martine Duvivier, Besson, Martin i Duclos) na igrzyskach olimpijskich w 1972 w Monachium.
Później skoncentrowała się na biegu na 800 metrów. Odpadłe w eliminacjach tej konkurencji na halowych mistrzostwach Europy w 1981 w Grenoble, a na halowych mistrzostwach Europy w 1982 w Mediolanie zajęła na tym dystansie 4. miejsce.
Była wicemistrzynią Francji w biegu na 400 metrów w 1971 i w biegu na 800 metrów w 1981 i 1984 oraz brązową medalistką w biegu na 400 metrów w 1972 i 1973. Była również halową mistrzynią Francji w biegu na 800 metrów w 1981 1983 oraz brązową medalistką w biegu na 400 metrów w 1972 i 1982.
Kilkakrotnie poprawiała rekord Francji w sztafecie 4 × 400 metrów do czasu 3:27,52 (10 września 1972 w Monachium).
Jej rekord życiowy w biegu na 400 metrów wynosił 53,3 s (27 czerwca 1971 w Paryżu).